# Закон про повернення
Закон про повернення є правовою основою для надання ізраїльського громадянства згідно із Законом про громадянство від 1952 року, який передбачає автоматичне набуття статусу громадянина кожним євреєм, який прибув до країни на підставі Закону про повернення.
Закон про повернення не поширюється на осіб, які займаються або займаються діяльністю, спрямованою проти єврейського народу, або становлять загрозу громадському порядку та безпеці країни. На практиці під останню категорію підпадають також особи, які вчинили злочини за кордоном і прагнуть знайти в Ізраїлі притулок від правосуддя.